# Porricondyla ussuriorum
Porricondyla ussuriorum är en tvåvingeart som beskrevs av Boris Mamaev och Zaitzev 1996. Porricondyla ussuriorum ingår i släktet Porricondyla och familjen gallmyggor. Inga underarter finns listade i Catalogue of Life.